# Саяны
Сая́ны (Саянские горы; бур. Саяан уула, монг. Соёны нуруу, тув. Саян даглар, хак. Хан-Тигір сын) — общее название для двух горных систем на юге Сибири: Западного Саяна и Восточного Саяна. Хребты располагаются в пределах Красноярского края, Иркутской области, республик Хакасия, Тыва, Бурятия, а также северных районов соседней Монголии.

## Этимология
По мнению Е. М. Поспелова, в основе слова «Саяны» лежит название тюркоязычного народа саяны (сойоны), который некогда обитал в верховьях Енисея, а затем, вместе с рядом других племён, вошел в состав тувинцев. Как видно из источников XVII в., первоначально по саянам был назван только один небольшой хребет Саянский Камень (современный Саянский хребет). Позже название Саяны распространилось на всю горную страну от Алтая до Прибайкалья, которая подразделяется на Западный Саян и Восточный Саян.

## Характеристика
Западный Саян состоит в основном из выровненных и островерхих хребтов без оледенений, разделённых межгорными котловинами, а Восточный Саян — из типичных среднегорных хребтов, несущих ледники. Реки относятся к бассейну Енисея. На склонах преобладает горная тайга, переходящая в горную тундру. Между хребтами Саян находятся более десятка впадин различных размеров и глубины, самая знаменитая из которых — Минусинская котловина, известная своими археологическими памятниками.

### Западный Саян

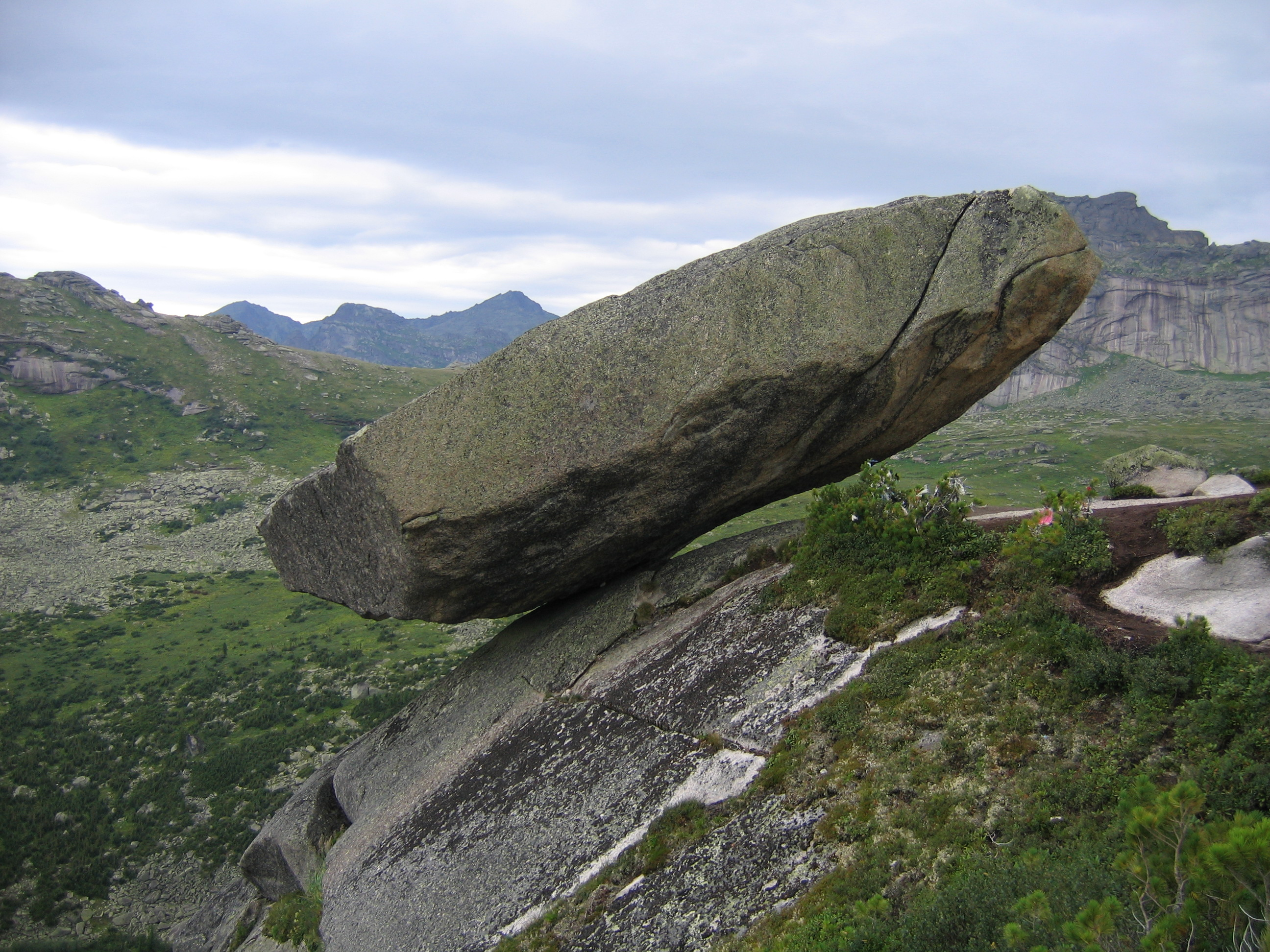
Западный Саян, хребет Ергаки

Западный Саян тянется через юг Красноярского края и север Тывы примерно на 600 км с юго-запада на северо-восток, от верховий Малого Абакана (восточнее Телецкого озера) до места встречи с Восточным Саяном у истоков рек Казыр и Уда. На юго-западе граничит с Алтаем. Его главным хребтом является Водораздельный Саянский хребет с высшей точкой горой Кызыл-Тайга (3121 м). Хребты Западного Саяна характеризуются крутыми склонами, изрезанностью рельефа, обширными площадями каменных россыпей — курумов-уронников. Высоты на западе не превышают 2500—3000 м, к востоку понижаются до 2000 м.
Складчатая структура Западного Саяна, формировавшаяся в силуре в эпоху каледонской складчатости, является частью Алтайско-саянской горной страны. Структуру составляют два антиклинория, разделённые синклинорием. Для антиклинориев характерны такие породы, как среднекембрийские (в северном — также докембрийские) метаморфизированные сланцы, зелёнокаменные эффузивы, кварциты и известняки. Структура синклинория представляет собой многослойную песчано-сланцевую серию, датируемую верхним и средним кембрием, ордовиком и нижним силуром. С запада, востока и юга, а также узкой полосой вдоль северного склона, её окружают кембрийские структуры, характеризующиеся отложениями нижнего и среднего кембрия, неравномерно перекрытые конгломератами и песчаниками верхнего кембрия. Встречаются также девонские вулканогенные породы.

### Восточный Саян
Восточный Саян тянется на протяжении 1000 км практически под прямым углом к Западному с северо-запада на юго-восток от левого берега Енисея почти до Байкала через юго-запад Красноярского края, Иркутскую область, запад Бурятии и северо-восток Тывы. Хребты северо-запада образуют систему плосковершинных «белогорий» (Манское, Канское, Идарское) и «белков», получивших своё название из-за нетающих круглый год снегов на вершинах (в том числе Агульские Белки). К северу и западу от Канского Белогорья расположены среднегорные хребты абсолютной высотой менее 2000 м и с превышением вершин над долинами до 1500 м. Эти горы отличаются крутыми и глубоко расчленёнными склонами. Агульские Белки в верховьях рек Казыр и Кизир, хребет Крыжина к западу от них и хребет Ергак-Таргак-Тайга из системы Западного Саяна к югу формируют крупнейший горный узел Восточного Саяна с высотами, приближающимися к 3000 м над уровнем моря. К этому узлу примыкает также водораздельный Удинский хребет.
Далее на юго-восток на некоторое расстояние тянутся плосковершинные массивы, восточнее реки Тиссы снова сменяющиеся альпийскими гребнями хребта Большой Саян. В этом массиве расположена высочайшая точка всего Восточного Саяна — горная группа Мунку-Сардык (3491 м). На север от Мунку-Сардыка почти параллельно друг другу тянутся хребты Тункинские Гольцы и Китойские Гольцы, которые отделяет от основной части Восточного Саяна система межгорных впадин вдоль правого берега реки Иркут. Окинский хребет, Большой Саян и Тункинские Гольцы образуют дугу, внутри которой располагаются хребет Кропоткина, Бельские и Китойские Гольцы. Максимальные высоты Китойских Гольцов — 3215 м, Тункинских Гольцов — 3157 м, хребта Кропоткина — 3141 м, Бельских Гольцов — 2902 м и Окинского хребта — 2546 м.
В верхнем течении рек Ока и Иркут — плосковершинные или пологокупольные гольцы высотами от 1800 до 2200 м (Окинское плато) со следами ледниковой деятельности в долинах («Бараньи лбы», морены, бугры пучения, разрушающиеся с образованием термокарстовых озёр). Для юго-востока Восточного Саяна характерны плосконаклонные базальтовые и туфолавовые плато, формирующие водоразделы между реками Диби и Тисса, Оспа и Китой, Уда и Ия. По разломам базальтовых плато сформировались прямолинейные долины, изгибающиеся под прямыми углами. В долинах рек Жом-Болок и Сайлаг рельеф формируют лавовые потоки длиной до 70 км, местность сильно изрезана (каньоны, водопады), встречаются вулканы. В периферийной части системы Восточного Саяна располагаются всхолмленные низкогорья высотами до 600—800 м, кряжи.
Восточный Саян, как и Западный, относится к Алтайско-саянской горной стране, занимая её оконечность, соседствующую с Сибирской платформой. Более древняя часть системы, на северо-востоке, образована байкальской складчатостью, более молодой юго-запад — в основном каледонской; их разделяет Главный Саянский разлом. Для северо-восточной части характерны дислоцированные архейские и нижнепротерозойские амфиболиты, гнейсы и кристаллические сланцы и менее метаморфизированные рифейские вулканогенные и осадочные породы. В юго-западной части системы протерозойские гнейсы и кристаллические сланцы образуют так называемую Дербинскую зону на севере, отличную от каледонской складчатости на юге, где архейские гнейсы с включениями позднерифейских и палеозойских гранитоидов формируют так называемую Гарганскую глыбу, выступающую из-под покрова офиолитов, позднерифейских вулканических островных дуг и венд-рифейских карбонатных отложений. Покровная структура Восточного Саяна относится в основном к раннему ордовику, Манский прогиб в Дербинской зоне заполняют венские терригенные и кембрийские карбонатные породы. Сейсмическая активность земной коры в районе Восточного Саяна продолжается, землетрясения происходят часто и отличаются высокими магнитудами; в особенности сильные землетрясения датируются 1800, 1829, 1839 и 1950 годами.

## Водные ресурсы
Реки Саян имеют смешанное снегодождевое питание, доступны для сплава с июня по сентябрь и относятся к бассейну Енисея, истоками которого являются горные реки Большой Енисей (Бий-Хем) и Малый Енисей (Каа-Хем). Бий-Хем считается главным истоком Енисея. Начинается он в Восточном Саяне, недалеко от пика Топографов. Длина Бий-Хема — 600 км. Второй исток Енисея — Каа-Хем — имеет длину около 500 км, берёт начало на территории Монголии. С южных склонов Восточного Саяна стекают также такие притоки Енисея, как Тоора-Хем (с Азасом) и Хамсара Прочие важные реки — Туба (с Казыром и Кизиром), Сыда, Сисим, Мана, Кан (с Агулом), Бирюса (с Тагулом), притоки Ангары — Уда, Ока, Ия, Белая, Китой, Иркут. На Западном Саяне реки северных склонов (Абакан, Кантегир, верховья Амыла) крупней и полноводней, чем те, которые стекают с южных (верховья Алаша и Ак-Суга, Уюк, Ус, Сыстыг-Хем). Ледостав продолжается от 3,5 до 5 месяцев — с конца октября—ноября до конца апреля — начала мая. В верхнем течении реки обычно характеризуются большими перепадами высоты русла, порогами, перекатами, крупнейшие представляют собой ценный гидроэнергетический ресурс; наиболее известные примеры использования этого ресурса — Красноярская и Саяно-Шушенская ГЭС.
В Восточном Саяне большинство озёр ледникового происхождения, к крупнейшим моренно-подпрудным озёрам относятся Тиберкуль и Можарское. В Западном Саяне большинство озёр расположены в карах в гребневой части водораздельного хребта. Встречаются и значительные тектонические озёра (в частности, в Восточном Саяне — Агульское глубиной 104 м, в Западном — Кара-Холь).

## Полезные ископаемые
В Восточном Саяне открыты месторождения золота (наиболее значительное — Зун-Холбинское в Бурятии). Разведаны железо, титан, бокситы, фосфориты, магнезит, тальк, мусковит, вермикулит, графит, хризотил, кварц, нефрит, флюсовые известняки. Широко распространены природные строительные материалы. На Западном Саяне рудные месторождения сосредоточены в оконечностях системы. На северных склонах, в районе кембрийской интрузии, разведаны запасы железных и медно-кобальтовых руд, имеются также месторождения золота, серебра, никеля, хрома, молибдена, цинка и свинца.

## Климат
Климат Западного Саяна — резко континентальный, Восточного Саяна — резко континентальный (восточносибирского типа) на юго-востоке и умеренно континентальный на северо-западе. Для обеих систем характерны долгая суровая зима с малым объёмом осадков и относительно короткое и прохладное лето; исключение составляют межгорные впадины Западного Саяна, где лето тёплое (средняя температура июля до 20 °C, тогда как в основном на территории Саян — до 12—14 °C). Средняя температура января в низкогорьях Восточного и на средних высотах Западного Саяна опускается до —25 °C, а перепад между абсолютными максимумами и минимумами температур на юго-востоке Восточного Саяна доходит до 90 °C. На территории Восточного Саяна граница снегов проходит на высотах от 2100 м на северо-западе до 2700—300 м на юго-востоке, известны более ста небольших ледников общей площадью больше 30 км² (площадь быстро снижается в XXI веке). В Западном Саяне ледников нет, но некоторые снежники не вытаивают до конца за лето и местами сохраняется значительная толща фирна. Ветры в Восточном Саяне в основном западные и юго-западные.
Зима на всей территории системы малоснежная, осадки выпадают в основном летом, при этом их объём значительно различается в зависимости от склона. Так, на северных склонах Западного Саяна, открытых влажным ветрам, среднегодовой объём осадков составляет 1000—1200 мм, в северных предгорьях 400—500 м, столько же на южных склонах (в дождевой тени)) и 300——350 мм в межгорных котловинах. В Восточном Саяне объём осадков на западных и юго-западных склонах от 800 до более чем 1200 мм, на восточных и юго-восточных склонах — около 300 мм.

## Флора и фауна

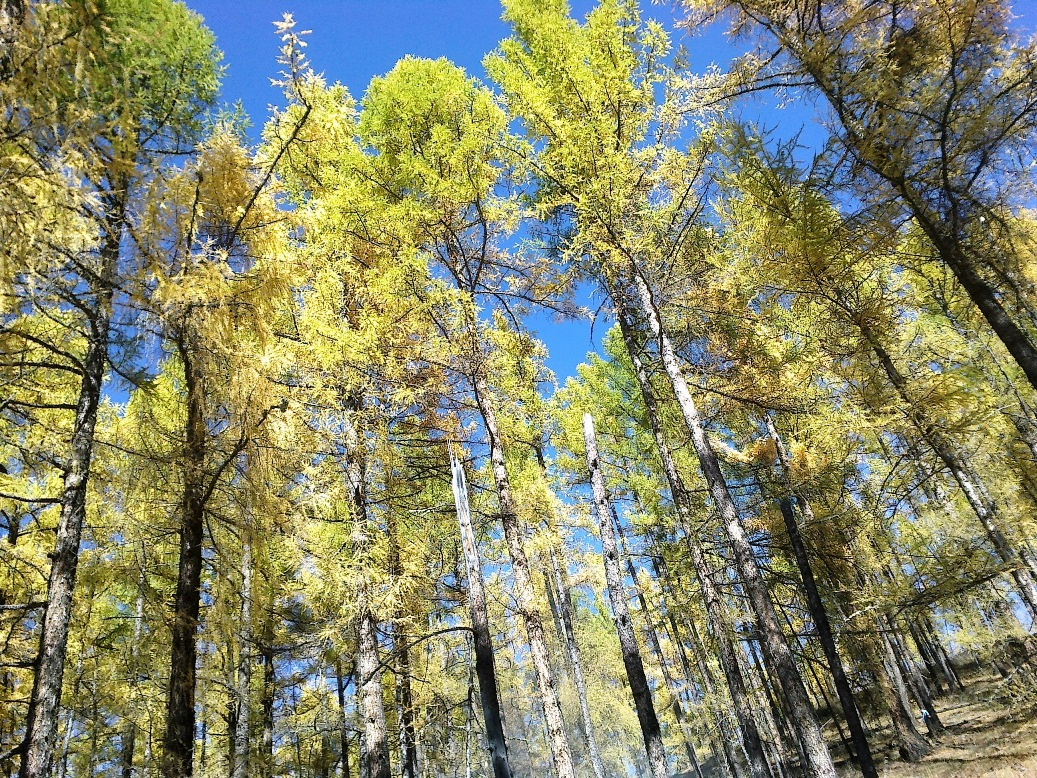
Осенний лес в горах Восточных Саян, Бурятия, Россия

Почти везде в Саянах преобладают темнохвойные таёжные елово-кедрово-пихтовые леса, поднимающиеся в Восточном Саяне до высоты 1000 м, а в западной и центральной частях до высот 1500—1800 м; светлые лиственнично-кедровые леса образуют верхнюю границу леса на высотах 2000—2200 м.
У подножия Западного Саяна каймой проходит сосново-берёзовая лесостепь Минусинской котловины. Склоны Западного Саяна, обращённые к Тувинской котловине, в основном занимает горная лесостепь. При этом на юге системы на каштановых почвах в основном встречается горная степь, а на севере, на серых лесных почвах, — лиственничные парковые леса. На влажном западном склоне Восточного Саяна высоты до 350—450 м заняты сосново-берёзовые, лиственнично-сосновые или лиственнично-берёзовые леса н серых лесных почвах. В заболоченных долинах — еловые леса на торфяно-подзолисто-глеевых почвах и оподзоленных глеезёмах, в межгорных котловинах — степи. В восточных и юго-восточных регионах горная тайга перемежается лесостепями, на южных склонах встречаются участки разнотравно-злаковых степей на чернозёмных и тёмно-каштановых почвах, известные как убуры.
Высокогорные ландшафты, расположенные выше границы леса, отличаются суровой и продолжительной зимой, коротким и прохладным летом, сильными ветрами. Здесь преобладают как резко изрезанный, вычлененный рельеф, так и выровненные водораздельные пространства, покрытые кустарничковой и мохово-лишайниковой тундрой, чередующейся с обширными каменными россыпями почти без растительности. Характер горной тундры Восточного Саяна зависит от условий: на грубогумусовых литозёмах на склонах и поверхностях выравнивания преобладает ёрниково-лишайниковая или мохово-лишайниковая тундра, на выпуклых каменистых участках — дриадово-лишайниковая, в более влажных местах (верховья рек, кары) — кустарниковая осоково-моховая. В слабодренируемых районах на гумусово-иллювиальных оподзоленных и поверхностно-глеевых почвах в основном встречается кустарниковая и мохово-лишайниковая тундра. Вблизи снежников встречаются альпийские луга.
Из ягод по речным долинам растут красная и чёрная смородина, черника, брусника, земляника, голубика, малина.
На большей части территории Саян преобладают таёжные животные, заходящие и в тундровые зоны, на южных склонах и в межгорных котловинах Западного Саяна перемежающиеся степными видами. Из крупных животных можно встретить бурого медведя, росомаху, рысь, лося, марала, кабаргу, косулю, из более мелких типичны белка, заяц-беляк, бурундук, лисица, соболь, горностай, ласка, колонок, пищуха, на южных склонах Западного Саяна — длиннохвостый суслик. Среди охраняемых видов — снежный барс, красный волк, лесной северный олень.
Из птиц распространены кедровка, глухарь, тетерев, рябчик, дятлы, в высокогорных районах белая и тундряная куропатки, на южных склонах Западного Саяна — степные виды (степной конёк, полевой лунь). К охраняемым видам относятся орлан-белохвост, беркут, сапсан, чёрный аист. Среди рыб наиболее типичны гольян, таймень, хариус.
Типичные представители кровососущих двукрылых насекомых — комары, мошки, мокрецы — здесь немногочисленны, а в хорошо продуваемых речных долинах их нет.

## Туризм, альпинизм
В Саянах расположены два заповедника: Саяно-Шушенский в Западном и Столбы в Восточном Саянах.
В Саянах Федерацией альпинизма России утверждены более 180 альпинистских маршрутов сложностью от 1Б до 5Б (зимой до 6А).

## Населённые пункты
Ближайший терминал авиасообщения — Иркутск.
Крупнейший город, относящийся к Саянам — Красноярск (находится на северо-западной оконечности Восточного Саяна).